# Helmut Nickel
Pour les articles homonymes, voir Nickel (homonymie).
Helmut Nickel né le 24 mars 1924 et mort à Naples (Floride) le 5 juin 2019, est un auteur de bande dessinée et conservateur de musée allemand. Quoique sa carrière dans la bande dessinée n'ait duré qu'une dizaine d'années, Nickel fut avec Hansrudi Wäscher l'un des deux grands rénovateurs de la bande dessinée allemande dans les années 1950.

## Biographie
Dans les années 1950, c'est l'un des auteurs de bande dessinée les plus prolifiques et les plus appréciés d'Allemagne. Il crée notamment les séries d'aventures Titanus (de) (avec Hansrudi Wäscher), Robinson (de) (avec Willi Kohlhoff (de)) ou encore Don Pedro (de), et est avec Hansrudi Wäscher l'un des deux grands rénovateurs de la bande dessinée allemande dans les années 1950.
En 1959, il obtient un poste d'assistant scientifique dans un musée berlinois. N'ayant plus besoin d'emploi alimentaire, il s'éloigne progressivement de la bande dessinée, pour la quitter entièrement en 1964. Il s'installe ensuite aux États-Unis où il travaille au département des armes et armures au Metropolitan Museum of Art, à New York, jusqu'à sa retraite en 1989.
Helmut Nickel meurt à Naples, en Floride, le 5 juin 2019.

## Distinction
- 2011 : prix Peng ! pour l'ensemble de son œuvre

### Documentation
- (de) Andreas C. Knigge (de), « Nickel, Helmut », dans Comic Lexikon, Francfort, Ullstein, 1988 (ISBN 3-548-36554-X), p. 343-344.